# Хелофита
Хелофита (грч. helo – мочвара, грч. fyton – биљка) је животна форма биљака прилагођена животу у мочварама. У ову групу спадају већином хидрофите (водене биљке), и то претежно емерзне биљке, као и оксилофите.